# Могукоровка
Могукоровка — хутор в Калининском районе Краснодарского края.
Входит в состав Куйбышевского сельского поселения.

## География

### Улицы
- ул. Зеленина,
- ул. Красная,
- ул. Ленина,
- ул. Октябрьская,
- ул. Светлая.

## Население
| 2002 | 2010 |
| ---- | ---- |
| 717  | ↗771 |